# Félix Hippolyte Monseignat du Cluzel
Félix Hippolyte Fréjus Monseignat du Cluzel est un homme politique français né le 13 août 1764 à Rodez (Aveyron) et mort le 4 décembre 1840 au même lieu.

## Biographie
Avocat en 1786, il est président du bureau de conciliation en 1791, puis commissaire auprès de l'administration centrale de l'Aveyron. Il est élu député de l'Aveyron au Conseil des Cinq-cents le 25 germinal an III. Favorable au coup d'État du 18 Brumaire, il siège au corps législatif jusqu'en 1811. Chevalier d'Empire en 1810, il est conseiller auditeur à Montpellier en 1811, puis conseiller de préfecture à Rodez la même année. Il est de nouveau député en 1815, pendant les Cent-Jours.

## Sources
- « Félix Hippolyte Monseignat du Cluzel », dans Adolphe Robert et Gaston Cougny, Dictionnaire des parlementaires français, Edgar Bourloton, 1889-1891 [détail de l’édition]